# Trương Tử Lâm
Trương Tử Lâm (giản thể: 张梓琳; phồn thể: 張梓琳; bính âm: Zhāng Zǐlín, sinh ngày 22 tháng 3 năm 1984) là một người mẫu, diễn viên và là một nữ hoàng sắc đẹp người Trung Quốc. Cô là Hoa hậu Thế giới Trung Quốc năm 2007 và là Hoa hậu Thế giới 2007. Cô cũng là Hoa hậu Thế giới đầu tiên của khu vực Đông Á.

## Tiểu sử
Trương Tử Lâm sinh tại Uy Hải, Sơn Đông, Trung Quốc. Sau đó cô chuyển đến quận Hải Điến, Bắc Kinh và học trung học ở đó từ năm 1996 đến năm 2002. Trương Tử Lâm sinh trưởng trong gia đình quân đội nên cô luôn chú trọng việc học và rèn luyện thể thao. Với lợi thế chiều cao do được thừa hưởng từ cha mẹ nên khi mới 8 tuổi cô được thầy giáo dạy thể dục của khối lớp 6 gợi ý tham gia luyện nhảy ba bước, điền kinh và mục tiêu chính là chạy nhảy vượt rào.
Năm 1996, cô theo học trường trung học trực thuộc Đại học Bắc Kinh. Năm 1998, cô giành chiến thắng tại hạng mục chạy vượt rào 100m nữ của giải thể thao toàn quốc lần thứ 10 diễn ra tại Bắc Kinh. Năm 1999, vô địch giải thể thao thanh thiếu niên lần thứ 4 ở hạng mục 100m vượt rào nữ.
Khi còn là sinh viên, cô đã đại diện cho trường tham gia và giành chiến thắng trong nhiều cuộc thi điền kinh. Năm 2005, cô đạt giải "Sports Advance Distinction Award" của trường Đại học.
Năm 2006, cô tốt nghiệp ngành Quản lý công thương của Đại học Khoa học và Công nghệ Bắc Kinh. Trước khi đăng quang, cô từng là thư ký cho một công ty lớn tại Trung Quốc và đồng thời là một người mẫu.

## Hoa hậu Thế giới 2007
Trong khuôn khổ cuộc thi Hoa hậu Thế giới 2007 được tổ chức tại Tam Đảo, Trung Quốc, cô đã đoạt Á hậu 2 giải Hoa hậu Bãi biển và thắng giải Hoa hậu Người mẫu. Nhờ đó được lọt thẳng vào đêm chung kết. Tối ngày 1 tháng 12 năm 2007, Trương Tử Lâm trở thành Hoa hậu Trung Quốc đầu tiên trong lịch sử đăng quang Hoa hậu Thế giới.
Trương Tử Lâm cũng là Hoa hậu Thế giới đóng góp lớn nhất cho Tổ chức Hoa hậu Thế giới với số tiền quyên góp kỉ lục là 30 triệu USD.
Mặc dù đăng quang trên sân nhà nhưng chiến thắng của cô được nhận định là hoàn toàn xứng đáng. Cùng năm, cô đã về đích thứ 5 trong cuộc đua đến danh hiệu Hoa hậu của các Hoa hậu 2007 (Miss Grand Slam 2007). Sau đó, trọng một cuộc bình chọn của Global Beauties, cô đã lọt top 10 Hoa hậu thế giới đẹp nhất mọi thời đại.
Năm 2012, Vu Văn Hà là Hoa hậu Trung Quốc thứ hai chiến thắng cuộc thi này khi cuộc thi được tổ chức tại Trung Quốc.

## Điện ảnh
Trương Tử Lâm lần đầu tham gia đóng phim điện ảnh "Ngạnh Hán" năm 2011 và vai nhân vật "Nữ Oa" trong phim Đại Náo Thiên Cung của Hồng Kông năm 2014.

## Âm nhạc
Cô còn góp giọng và xuất hiện trong video ca nhạc của ca khúc chủ đề Bắc Kinh đón chào bạn cho Thế vận hội Bắc Kinh năm 2008.

## Đời tư
Năm 2013, cô kết hôn với Nhiếp Lỗi là quản lý ở công ty chứng khoán CITIC Securities tại Phuket, Thái Lan 